# スターフォックス ガード
『スターフォックス ガード』（Star Fox Guard）は、任天堂より2016年4月21日に発売されたWii U専用シューティングゲーム。
『スターフォックス ゼロ』と共にWii U GamePadを活かしたゲームソフトとして開発され、2014年のE3にて『Project Guard』というタイトルで出展されていた、スターフォックスシリーズのスピンオフ作品。

## ゲーム内容
プレイヤーは「スターフォックス」チームのスリッピー・トードのおじ、グリッピー・トードが経営するレアメタル採掘会社「コーネリア特殊金属株式会社」の新入社員となり、その会社が所有する数々のレアメタル採掘基地をスリッピーが開発した「プロテカム」と呼ばれる12台のレーザー砲付き監視カメラを用いて敵ロボット達から防衛する任務に着任する。
テレビには12台のプロテカムが撮影している映像が全て映し出され、基地内のコントロールタワーに向けて侵入してくる敵ロボット達を、操作するプロテカムを切り替えながら撃退していく。
敵ロボットにはコントロールタワーに向けて進撃する「アタックタイプ」と、プロテカムを制御不能にしたり破壊したりする「ジャマータイプ」の二種類が存在する。
コーネリアやタイタニアといったライラット系の各惑星を舞台にした「メインミッション」に異なるルールの「エクストラミッション」を加えた全100種類のミッションが楽しめるほか、オンラインでプレイヤーが編成したロボット軍団をアップロードしたり、他のプレイヤーが編成したロボット軍団に挑戦することも可能。

## 登場キャラクター
フォックス・マクラウド (Fox McCloud)
声：大原崇
スリッピー・トード (Slippy Toad)
声：はやみけい
ピグマ・デンガー (Pigma Dengar)
声：最上嗣生
グリッピー・トード (Glippy Toad)
声：坂本くんぺい
スリッピーのおじで、レアメタルの採掘企業「コーネリア特殊金属株式会社」を営む実業家。かなり訛った口調で喋る。
採掘基地を狙う謎のロボット軍団を退治するため、新入社員となったプレイヤーに基地の防衛を任命する。